# Арвениц-Дзор
Арвениц-Дзор (арм. Առվենից Ձոր) — гавар провинции Мокк Великой Армении. На сегодняшний день территория исторического Арвениц-Дзора находится в границах Турции.

## География
Гавар Мьюс-Ишайр находится на западе провинции Мокк. На западе Арвениц-Дзор граничит с гаварами Татик и Азнвац-Дзор провинции Агдзник, на севере — с гаваром Ереварк, на востоке — с гаваром Рштуник провинции Васпуракан, на юго-востоке — с гаваром Ишоц провинции Мокк, на юге — с гаваром Мьюс-Ишайр провинции Мокк.
Крупнейшим поселением является город Арванц.
По территории Арвениц-Дзора протекает река Кецан.